# Polyrhachis reclinata
Polyrhachis reclinata é uma espécie de formiga do gênero Polyrhachis, pertencente à subfamília Formicinae. sendo assim apelidada de formiga sensual